# Jamaal Torrance
Jamaal Torrance (ur. 20 lipca 1983 w Orlando) – amerykański lekkoatleta, specjalizujący się w biegu na 400 metrów.

## Osiągnięcia
- 2007 – Rio de Janeiro – igrzyska panamerykańskie – srebrny medal w sztafecie 4 x 400 metrów
- 2008 – Walencja – halowe mistrzostwa świata – złoty medal w sztafecie 4 x 400 m
- 2009 – halowe mistrzostwa Stanów Zjednoczonych – złoty medal w biegu na 400 m
- 2010 – Doha – halowe mistrzostwa świata – brązowy medal w biegu na 400 m
- 2010 – Ad-Dauha – halowe mistrzostwa świata – złoty medal w biegu rozstawnym 4 x 400 m
- 2011 – Daegu – mistrzostwa świata – złoty medal w biegu rozstawnym 4 x 400 metrów

## Rekordy życiowe
- bieg na 300 m – 32,78 – Ostrawa 27/05/2010
- bieg na 400 m – 44,80 – Des Moines 26/06/2010
- bieg na 400 m (hala) – 45,76 – Albuquerque 28/02/2010